# GP Industria & Commercio di Prato
De Gran Premio Industria & Commercio di Prato is een eendaagse wielerwedstrijd die in september verreden wordt in de regio Toscane in Italië. Tussen 2005 en 2015 behoorde de wedstrijd tot de UCI Europe Tour in de categorie 1.1; vanwege een gebrek aan sponsors was de wedstrijd in 2016 noodgedwongen enkel toegankelijk voor amateurs. In 2017 werd hij zelfs helemaal niet georganiseerd.

## Lijst van winnaars

### Meervoudige winnaars
| Overwinningen | Renner            | Land   | Jaren            |
| ------------- | ----------------- | ------ | ---------------- |
| 3             | Michele Dancelli  | Italië | 1964, 1965, 1967 |
| 2             | Luciano Maggini   | Italië | 1949, 1952       |
| 2             | Danilo Barozzi    | Italië | 1954, 1956       |
| 2             | Fabrizio Fabbri   | Italië | 1973, 1974       |
| 2             | Constantino Conti | Italië | 1972, 1975       |
| 2             | Bernt Johansson   | Zweden | 1978, 1979       |
| 2             | Moreno Argentin   | Italië | 1981, 1982       |
| 2             | Pierino Gavazzi   | Italië | 1984, 1989       |
| 2             | Davide Rebellin   | Italië | 2001, 2003       |

### Overwinningen per land
| Overwinningen | Land                                       |
| ------------- | ------------------------------------------ |
| 57            | Italië                                     |
| 3             | Zwitserland                                |
| 2             | België, Oekraïne, Zweden                   |
| 1             | Brazilië, Oostenrijk, Slowakije, Venezuela |